# Donald W. Reynolds Razorback Stadium
O Donald W. Reynolds Razorback Stadium é um estádio localizado em Fayetteville (Arkansas), Estados Unidos, possui capacidade total para 76.000 pessoas, é a casa do time de futebol americano universitário Arkansas Razorbacks da Universidade do Arkansas. O estádio foi inaugurado em 1937, o nome é em homenagem ao empresário Donald W. Reynolds.